# Glycaspis commoni
Glycaspis commoni är en insektsart som beskrevs av Moore 1970. Glycaspis commoni ingår i släktet Glycaspis och familjen rundbladloppor. Inga underarter finns listade i Catalogue of Life.